# Семья Барака Обамы
Семья Барака Обамы — семья, состоящая из афроамериканцев, англоамериканцев, индонезийцев и кенийцев (луо), получившая известность благодаря Бараку Обаме, 44-му президенту США. Обама — первая афроамериканская семья Президента США и самая молодая семья со времён Кеннеди. Один журналист написал, что «молодая, энергичная семья Обамы возвращает к дням Камелота».

## Текущий состав
Мишель Обама (англ. Michelle Obama, урождённая Робинсон; 17 января 1964, Чикаго) — супруга Барака Обамы. По образованию адвокат, училась в Принстонском университете и Гарварде. Являлась первой леди США до 20 января 2017 года.

Малия Обама (англ. Malia Obama; 4 июля 1998) и Саша (Наташа) Обама (англ. Sasha (Natasha) Obama; 10 июня 2001) — дочери Барака Обамы. Саша — самый маленький ребёнок в Белом доме со времён Джона Кеннеди-младшего, который в 1961 году во время вступления отца на президентский пост был младенцем. Также Саша — первый обитатель Белого дома, рождённый в XXI веке.
Перед своей инаугурацией Барак Обама опубликовал открытое письмо к своим дочерям в журнале Parade, в котором пожелал им и всем детям Америки

расти в мире, где нет предела вашим мечтам и нет целей, которых вы не сможете достичь, и стать сострадательными, преданными женщинами, которые помогут построить этот мир.Оригинальный текст (англ.)to grow up in a world with no limits on your dreams and no achievements beyond your reach, and to grow into compassionate, committed women who will help build that world— Parade.
Живя в Чикаго, они поддерживали плотные графики занятий, как сообщает Associated Press: «футбол, танцы и театральный кружок для Малии, гимнастика и чечётка для Саши, фортепиано и теннис для обеих». В июле 2008 семья дала интервью для телепередачи Access Hollywood; позже Обама сожалел, что позволил снимать детей.
В своей победной речи в ночь своего избрания Барак Обама пообещал, что купит своим дочерям собаку, когда они поселятся в Белом доме. Однако выбор собаки затянулся из-за аллергии Малии на собачью шерсть; впоследствии президент сказал, что выбирает между лабрадором и португальской водяной собакой, причём они намерены взять пса из приюта . В итоге семье всё же был подарен «португалец» Бо, взятый у заводчиков.
Малия и Саша посещают частную школу Sidwell Friends School в Вашингтоне, ту же школу, в которую ходили дети Клинтона, Никсона и Теодора Рузвельта, а также внуки президента Джо Байдена. Они начали занятия 5 января 2009 года. В Чикаго они обе учились в частной школе при Чикагском университете.
В мае 2015 года юрист из Кении Феликс Кипроно (Felix Kiprono) заявил о намерении посвататься к Малии. В качестве выкупа за невесту он предложил 70 овец, 50 коров и 30 коз. Предложение будет сделано во время визита Обамы в Кению в июле 2015 года.
В 2016 году пятнадцатилетняя дочь Саша (Наташа) получила летнюю работу в рыбном ресторане.
Мэриан Шилдс Робинсон (англ. Marian Shields Robinson, урождённая Мэриан Шилдс; родилась в июле 1937 года) — тёща Барака Обамы, мать Мишель Обамы. Вдова, муж, Фрейзер Робинзон (англ. Fraser Robinson III), с которым они поженились в 1960, скончался в 1991 году.

## Родители Барака Обамы
- Отец — Барак Хусейн Обама-старший (1936—1982)
- Мать — Энн Данхэм (29 ноября 1942 — 7 ноября 1995)